# Вышестеблиевская
Вышестеблиевская — станица в Темрюкском районе Краснодарского края. Административный центр Вышестеблиевского сельского поселения.

## География

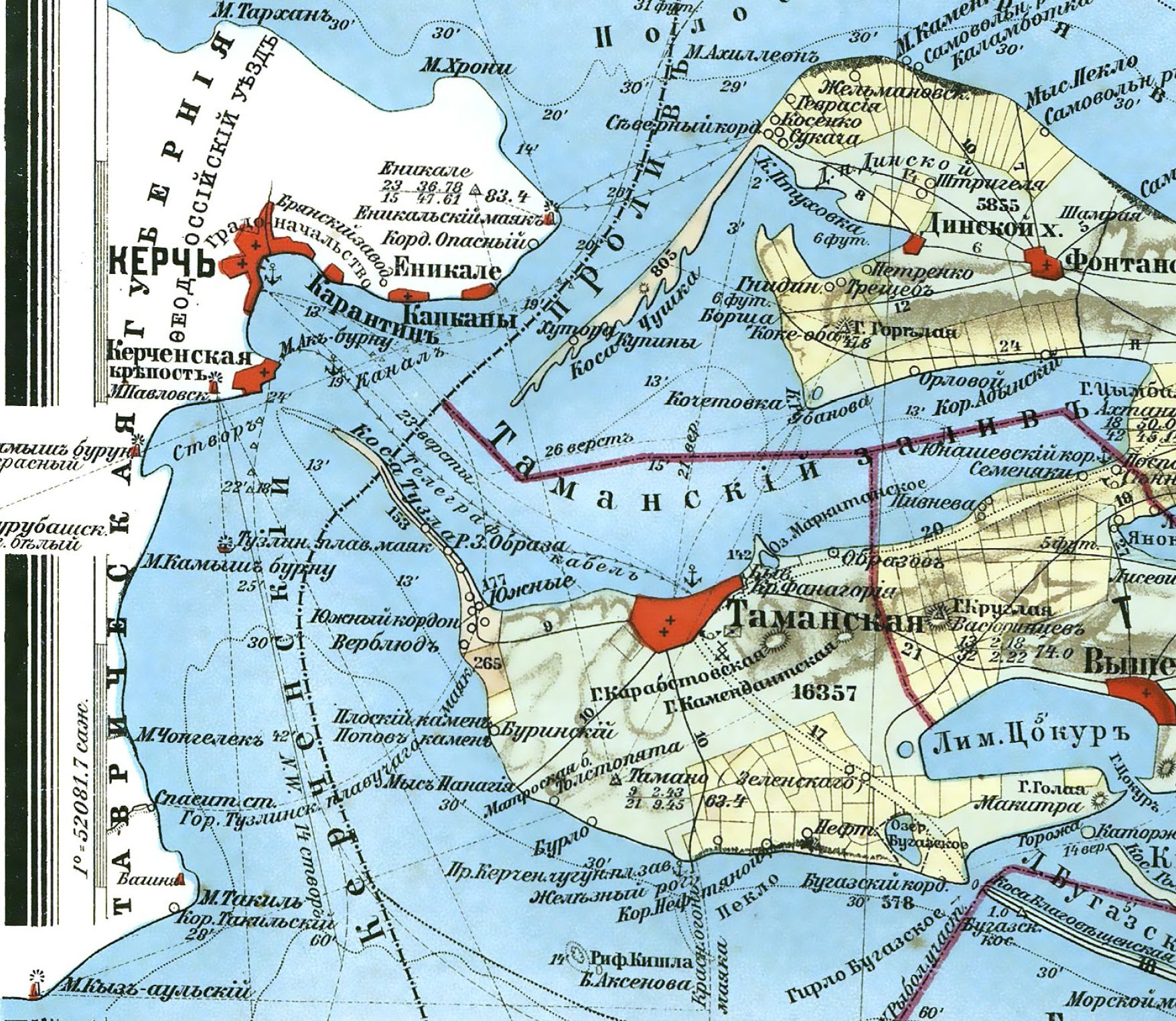
Вышестеблиевская расположена на берегу лимана Цокур

Расположена в центральной части Таманского полуострова, на берегу лимана Цокур, в 30 км к юго-западу от города Темрюк.

## История
Вышестеблиевское куренное поселение было основано в 1794 году, как одно из первых 38 поселений Черноморских казаков на Кубани. Станица Вышестеблиевская входила в Таманский отдел Кубанской области.
Название города пришло с Украины вместе с выходцами из городка Стеблова, более точно, из селений, расположенных выше этого городка, возможно сейчас это посёлок городского типа Стеблёв Черкасской области Украины. Выходцы, запорожские казаки, и стали основателями куреней Вышестеблиевского и Нижестеблиевского.

### Отечественная война
Фашисты, это были румыны, вошли в станицу в четыре часа утра 5 сентября 1942 года со стороны колхоза Кирова, станицы Старотитаровской. Затем они двинулись из станицы далее и в восемь часов утра заняли Таманский винсовхоз.
В ходе завершающего этапа Новороссийско-Таманской операции станица была освобождена 56-й армией 4 октября 1943 года. Части Красной Армии вошли со стороны станицы Старотитаровской. Бои за освобождение станицы шли со второго по четвёртое октября. О жёсткости и напряжённости последних боёв на кубанской земле можно судить по разведсводкам Северо-Кавказского фронта, одна из которых приводится ниже.
В течение 4.10 части 98, 50 пд, 4 гсд немцев и 19 пд румын были выбиты из Вышестеблиевская (северная), Вышестеблиевская, Трактовый, Бражников, Васюринский, под воздействием наших войск с боями отходили в северном направлении и к исходу дня арьергардами оказывали упорное огневое сопротивление на рубеже г. Борисоглебская, Солёный (северный), Солёный, 1,5 км юго-зап. Семенюк. На остальных участках противник оказывал огневое сопротивление действиям наших частей на прежних рубежах. Артиллерия противника с дальних позиций обстреливала боевые порядки наших войск и опорные пункты артиллерии. Всего отмечено в действии 9 арт. и 7 минбатарей с общим расходом до 2 000 снарядов и мин…
Документальными данными (боевой приказ на отход 98 пд от 3.10.43 г. и боевой приказ по 282 пп 98 пд), захваченными 4.10 в районе Вышестеблиевская (северная) ‒ окончательный срок эвакуации Таманского полуострова установлен 8.10.43 г.
В освобождённых станицах и Темрюке с октября 1943 года начались раскопки мест массовых захоронений жертв фашистов. Всего по Темрюкскому району было раскрыто 75 ям-могил, в том числе в Вышестеблиевской было обнаружено до 100 трупов. В ходе расследования районной комиссии было выяснено, что «в течение всего периода оккупации проводилось плановое и организованное истребление мирного советского населения и военнопленных». С особой жестокостью были убиты красноармейцы.
Погибших от рук врагов перезахоранивали в братских могилах. Директива крайкома ВКП(б) от 8 октября 1943 года указывала местным партийным, советским, общественным организациям и населению следить и ухаживать за могилами погибших в период боевых действий и во время оккупации края.

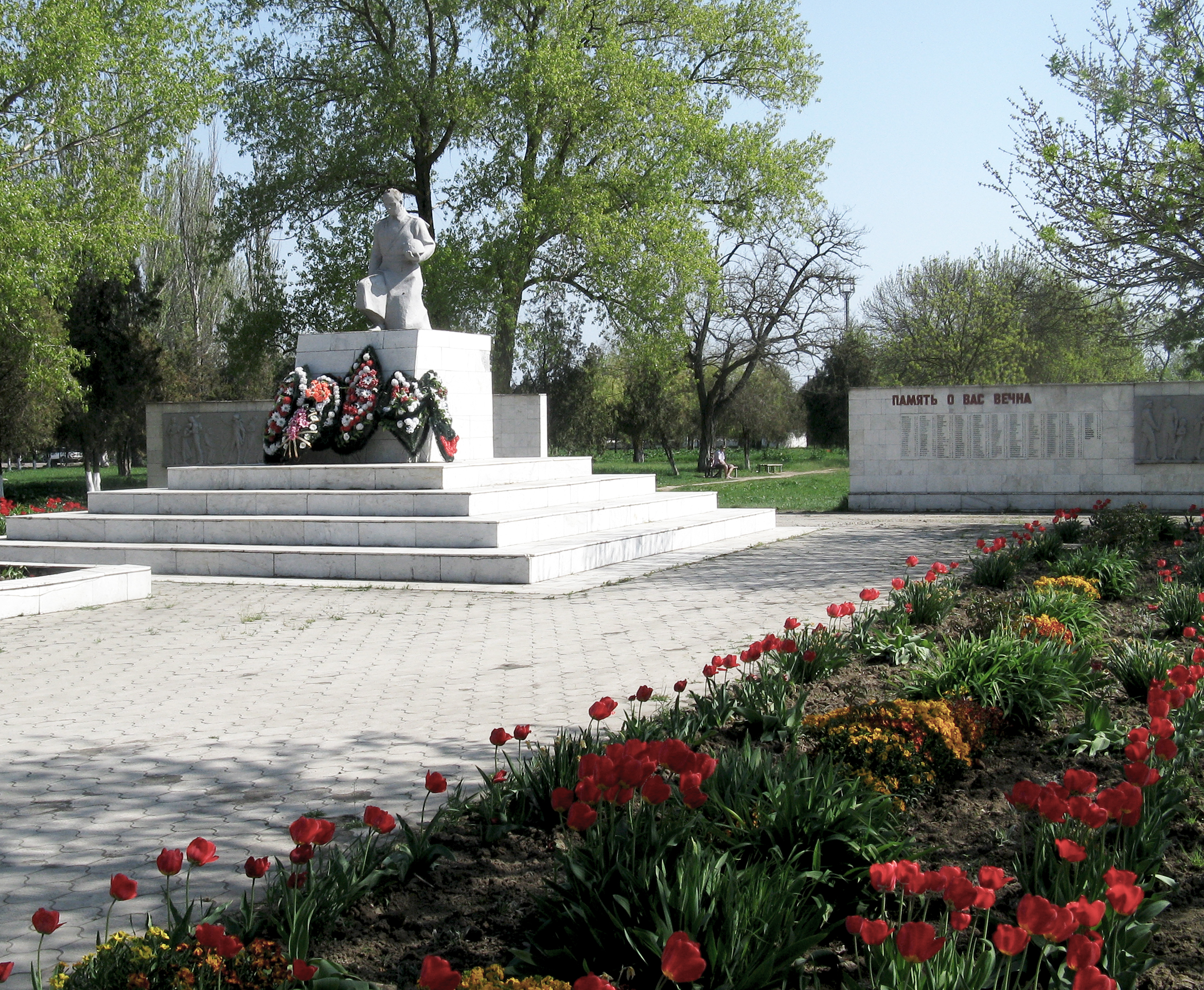
Памятник павшим в Великой Отечественной войне станичникам
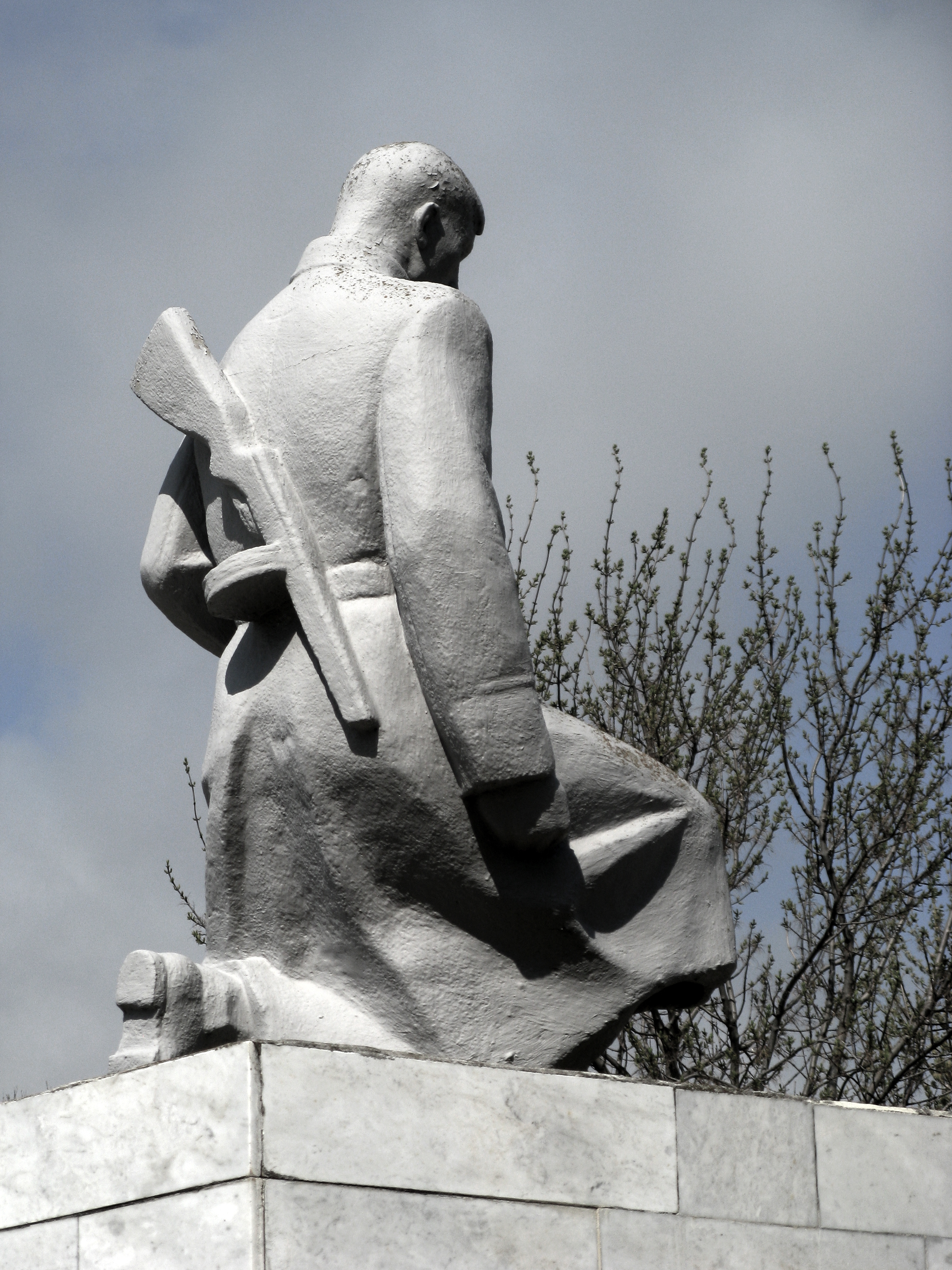
Солдат с преклонённым коленом (фрагмент)
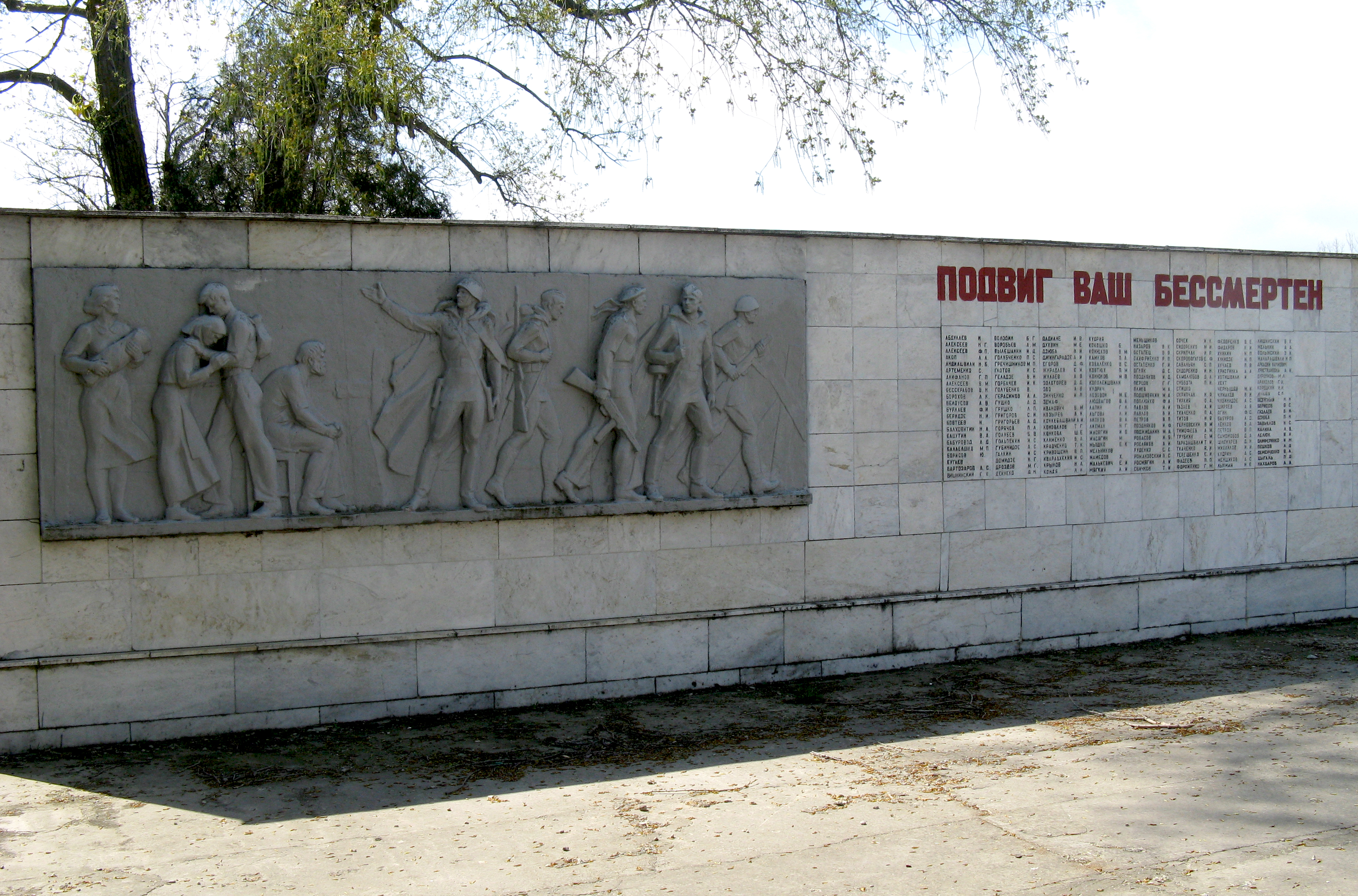
Первый барельеф и список имён погибших (слева)
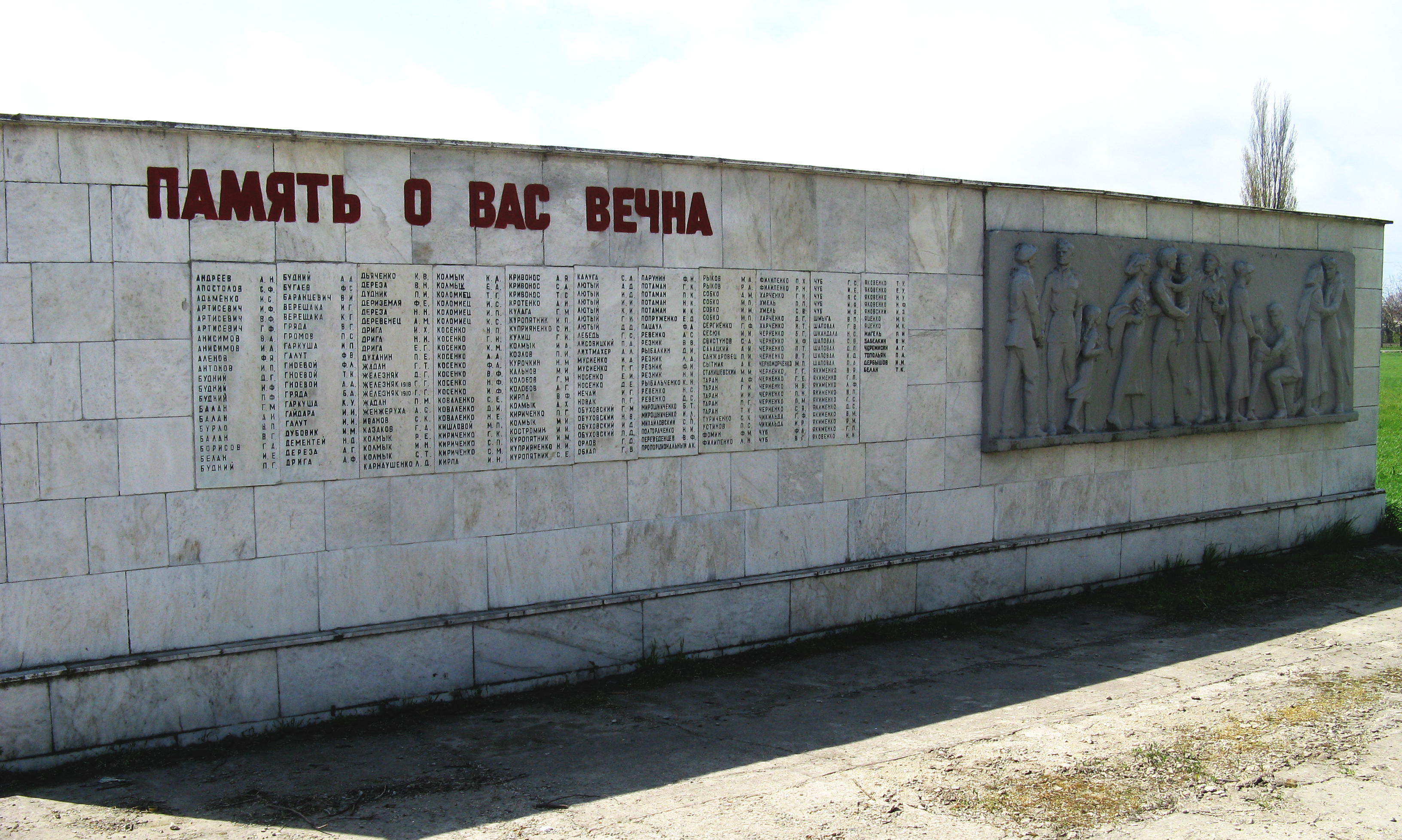
Второй барельеф и список имён погибших (справа)
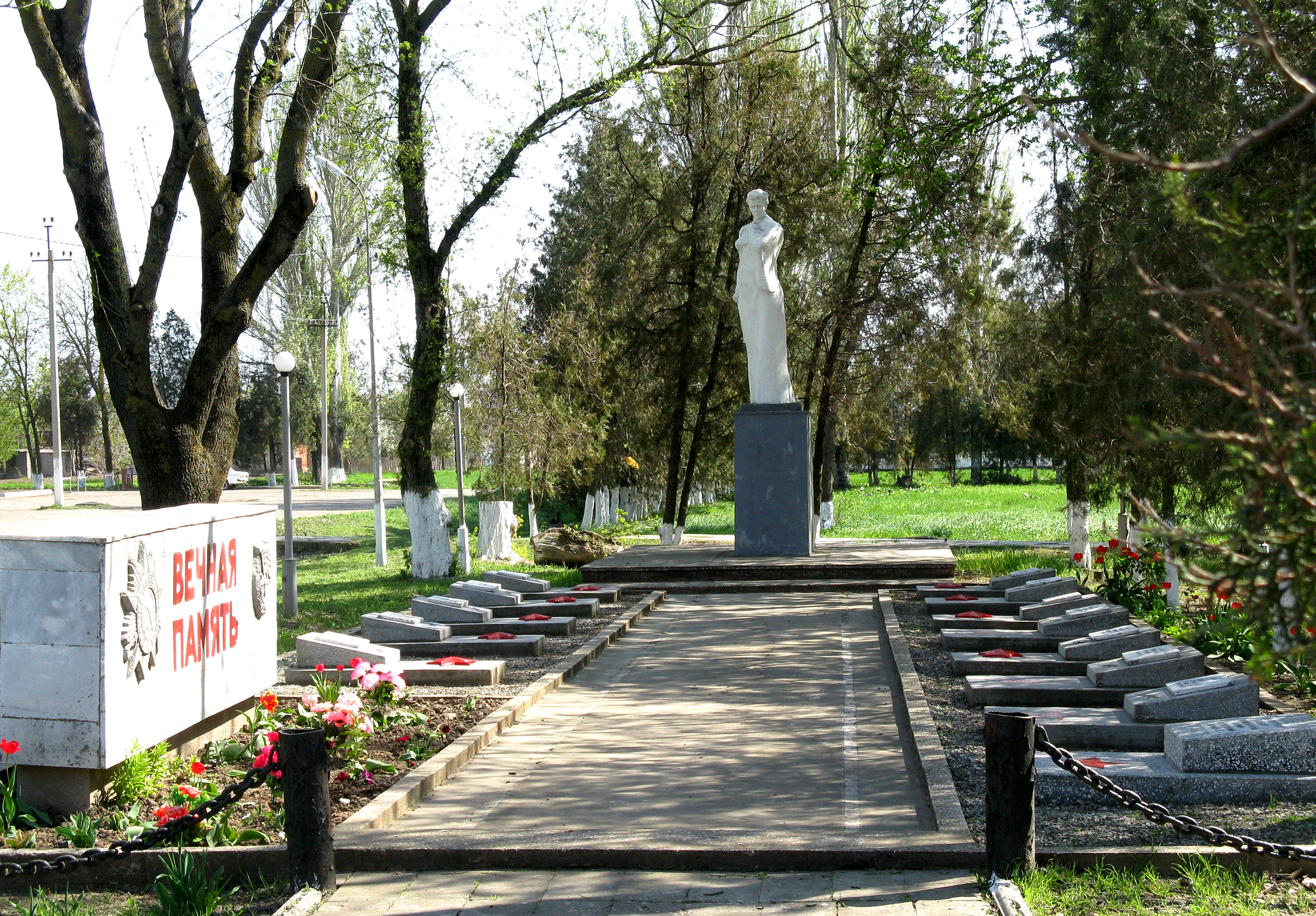
Памятник Родина-мать погибшим комсомольцам, выданным предателем фашистам[15].

В ходе контратак Керченско-Эльтигенской десантной операции советские войска в станице Вышестеблиевская и других районах станиц Тамани подверглись бомбардировке немецкой авиации в ноябре 1943 года.
Для поддержки советских десантов в ходе Керченско-Эльтигенской операции и для поддержки связи с партизанами Крыма «аэродромы нужны были как воздух». Поэтому гражданское население девяти городов и районов Краснодарского края было привлечено к очистке и обслуживанию военных аэродромов. На аэродроме станицы Вышестеблиевской работало 650 человек, входившие в состав 34 РАБ.
За период с октября 1942 по март 1943 год немецкая авиация совершила 25810 самолёто-вылетов с разведывательной целью и для сбрасывания бомб на Кубань. Бомбили также и станицу Вышестеблиевская, см. таблицу.
| Дата                | Количество самолёто-вылетов | Объекты бомбометания     | Сбито немецких самолётов |
| 4 октября 1943 года | 58                          | сев. Вышестеблиевская    | 5                        |
| 6 октября 1943 года | 52                          | Вышестеблиевская         | 1                        |
| 4 ноября 1943 года  | 70                          | Тамань, Вышестеблиевская | 1                        |

### Современный период
В 1966 году в станице был открыт памятник павшим в Великой Отечественной войне. На гранитном постаменте высечены имена и фамилии более 200 человек.
В апреле 2016 года была открыта Церковь Пресвятой Богородицы. Церковь построили на пожертвования стеблиевцев.

## Население
| 2002 | 2010  | 2021  |
| ---- | ----- | ----- |
| 4257 | ↘3779 | ↗4562 |

## Экономика
Выращивание винограда. Два винзавода. Персиковые сады, на которые водят экскурсии.

## Транспорт
Железнодорожная станция Вышестеблиевская находится на ветке Крымская—Кавказ, начало ветки длиной 22 км до мыса Железный Рог, где в начале XXI века был построен терминал по перевалке аммиака. Также, входит в состав участка Багерово — Вышестеблиевская.

## Культура

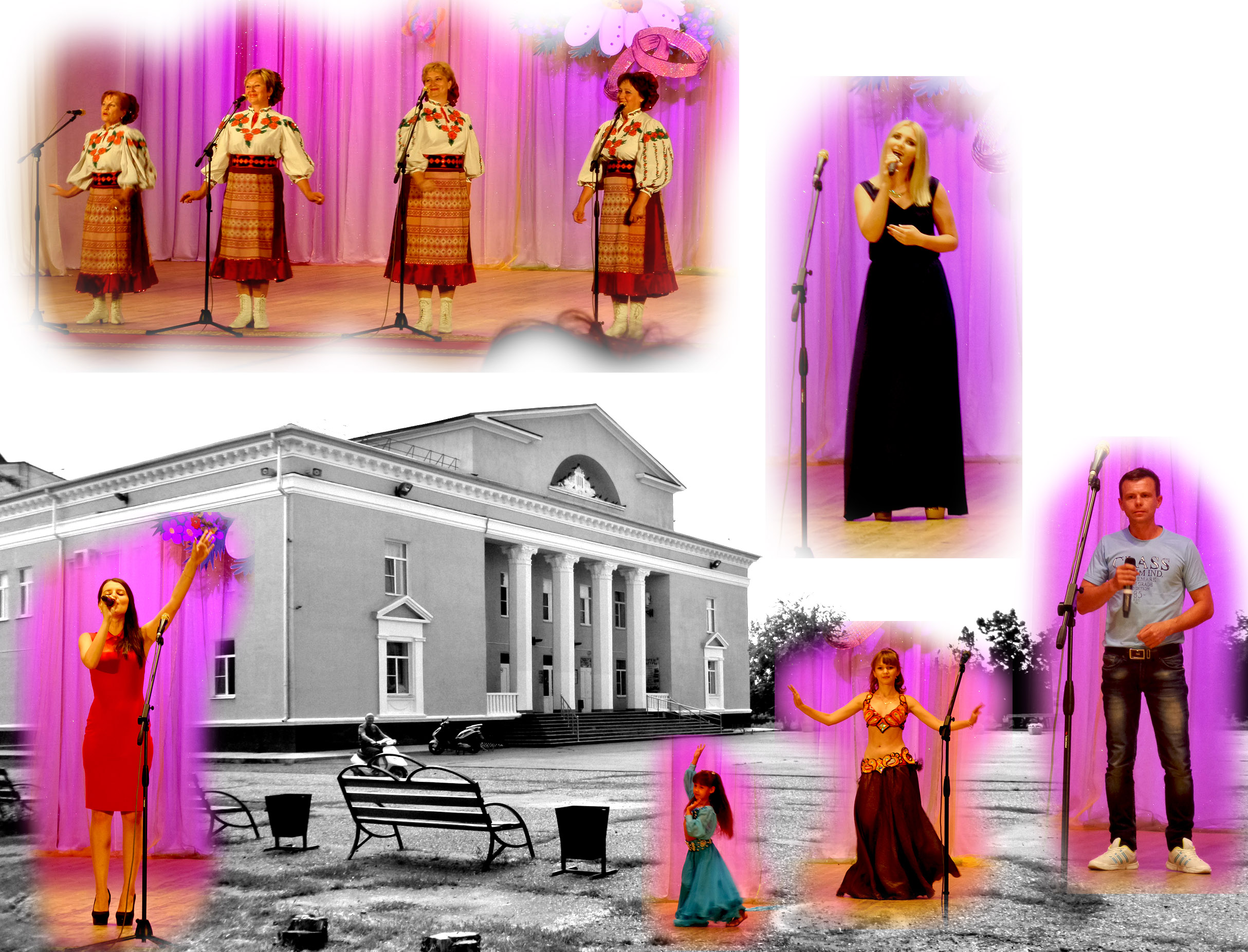
Выступление певцов и танцоров в день Петра и Февронии в Доме культуры, 2015 г. Слева-вверху ансамбль «Миряночка», пос. Мирный… <уточнить имена других выступавших>.

## Экология
В ноябре 2012 года в 6 км от Вышестеблиевской сошёл с рельс состав цистерн с сырой нефтью. Подъездные пути, где произошло ЧП, принадлежит ЗАО «Таманьнефтегаз». Пресс-центр «РЖД» сообщил, что «экологической угрозы для окружающей среды нет».

## Комментарии
1. ↑  «Аэродромы нам нужны были как воздух, и мы их получили» ‒ так оценивал ситуацию в ходе борьбы за освобождение Крыма командующий 4-й воздушной армией К. А. Вершинин[17].